# 古达尔 (芬兰神话)
古达尔（芬蘭語：Kuutar）是月亮女神及芬兰神话中自然界女神之一。
古达尔同白韦达尔一起合为掌管光芒的二人组合，她们两人很少分开出现。在一些民歌中两人通常作为主人公求婚对象而出现，有时候她们比作为波赫约拉的女儿。与波赫约拉的女儿类似，古达尔从月亮中纺织金线，白韦达尔从太阳中纺织银线。
根据《卡勒瓦拉》，空气的女儿伊尔玛达尔让野鸭在她的膝盖窝处下蛋。鸭蛋滑落打碎，从而形成宇宙：蛋白成为月亮，蛋黄成为太阳。